# Ferdinand Blumentritt
Ferdinand Blumentritt (10. září 1853, Praha-Malá Strana – 20. září 1913 Litoměřice) byl profesor na střední škole v Litoměřicích, později ředitel tamního státního gymnázia, lektor a autor článků a knih o Filipínách a jejich etnografii. Je znám na Filipínách pro blízké přátelství s filipínským národním hrdinou dr. José Rizalem. Bohatá korespondence mezi nimi poskytla důležitá historická fakta o Rizalovi, který je nejvýznamnější osobností filipínských dějin.
Manželka Ferdinanda Blumentritta – Rosa Blumentrittová (* 1855) pocházela ze Sýrovic u Podbořan. Synem Ferdinanda Blumentritta byl česko–německý středoškolský profesor, výtvarník a vlastivědný pracovník Friedrich Blumentritt.

## Ferdinad Blumentritt a Filipíny
Blumentrittovo dílo o Filipínách je rozsáhlé, přestože sám nikdy filipínské ostrovy nenavštívil. Byl nejbližším Rizalovým důvěrníkem. Osobně se setkali pouze jednou, a to v květnu 1887, kdy byl Rizal na studijním pobytu v Evropě. Tehdy se Rizal seznámil i s Blumentrittovou rodinou. Blumentritt přeložil Rizalovu první novelu Noli me tangere do němčiny a napsal předmluvu k druhé jeho knize El Filibusterismo, a to i přesto, že nesouhlasil s jejím zveřejněním. Tyto dvě novely, maskované jako fikce, kritizují katolickou církev a španělskou koloniální nadvládu na Filipínách. Novely vedly k odsouzení Rizala v roce 1896 a jeho popravě v Manile 30. prosince 1896.

Blumentritt je připomínán na Filipínách názvy četných veřejných míst. V Manile jsou to Blumentrittova třída, městská čtvrť Blumentritt, stanice nadzemní dráhy LRT, Blumentrittovo nádraží a Blumentrittův trh. Blumentrittova ulice je ve filipínských městech Nága a Tuguegarao.

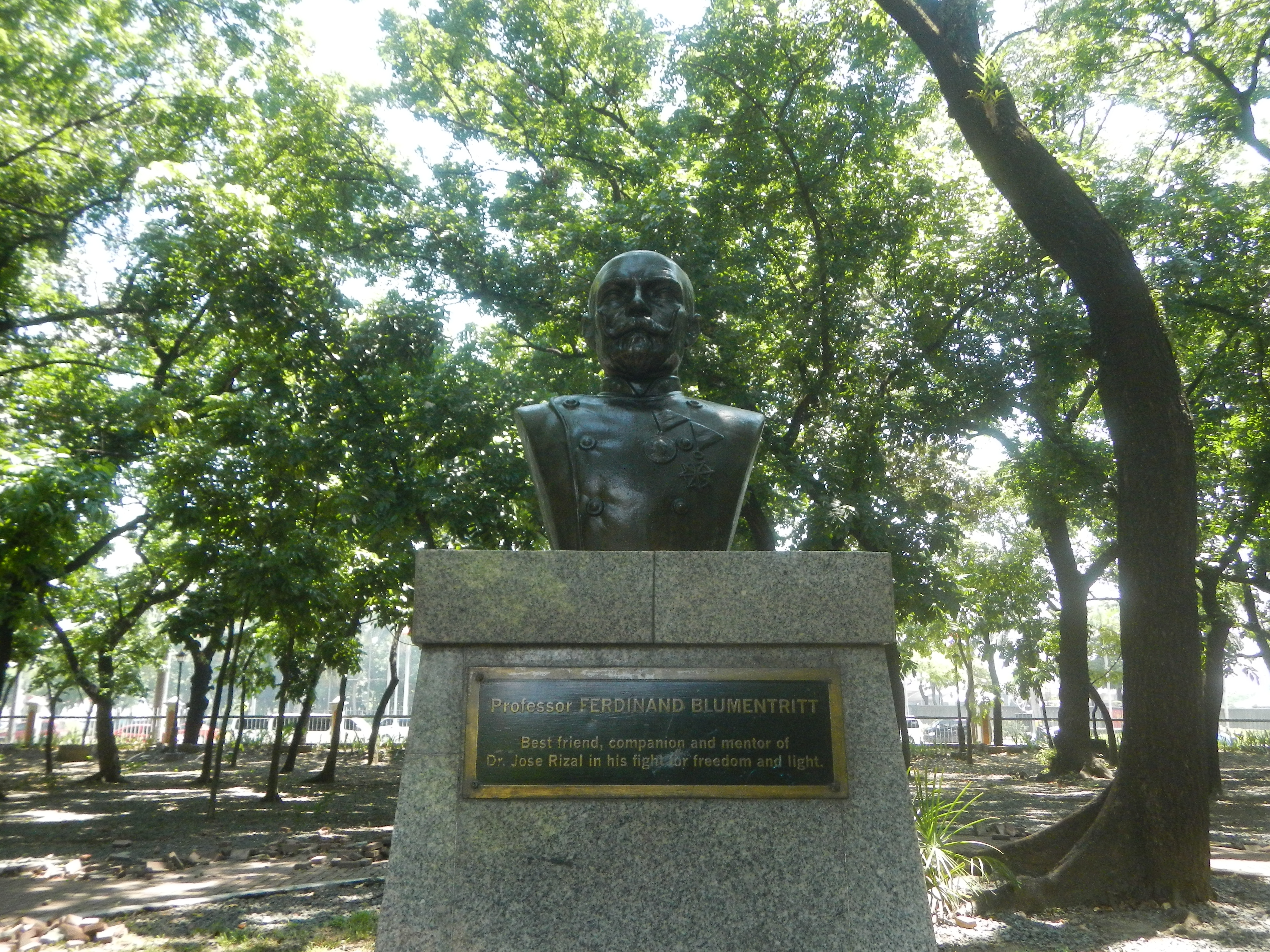
Památník v Rizal Parku v manilské čtvrti Ermita
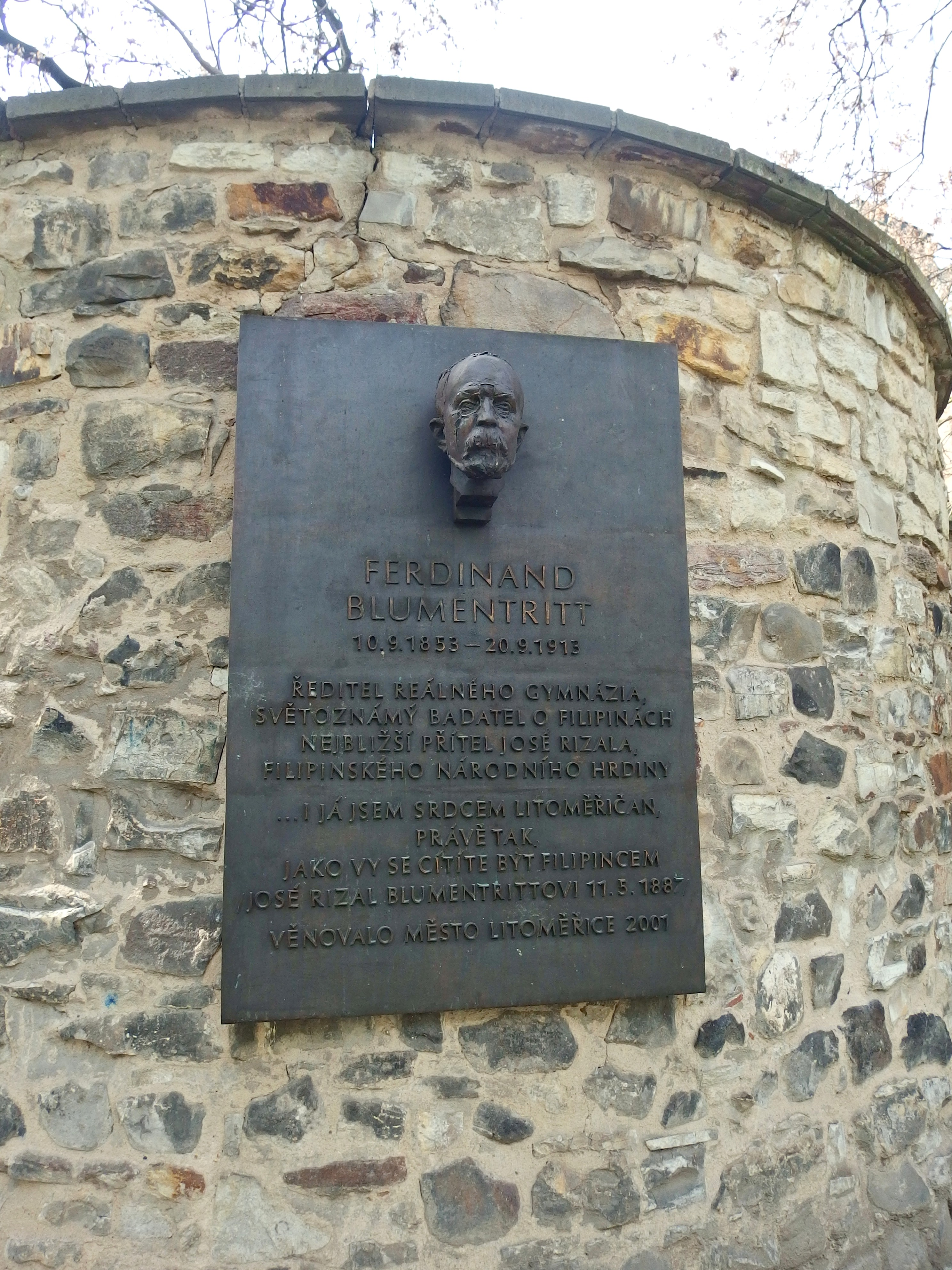
Pomník v ulici Na Valech v Litoměřicích
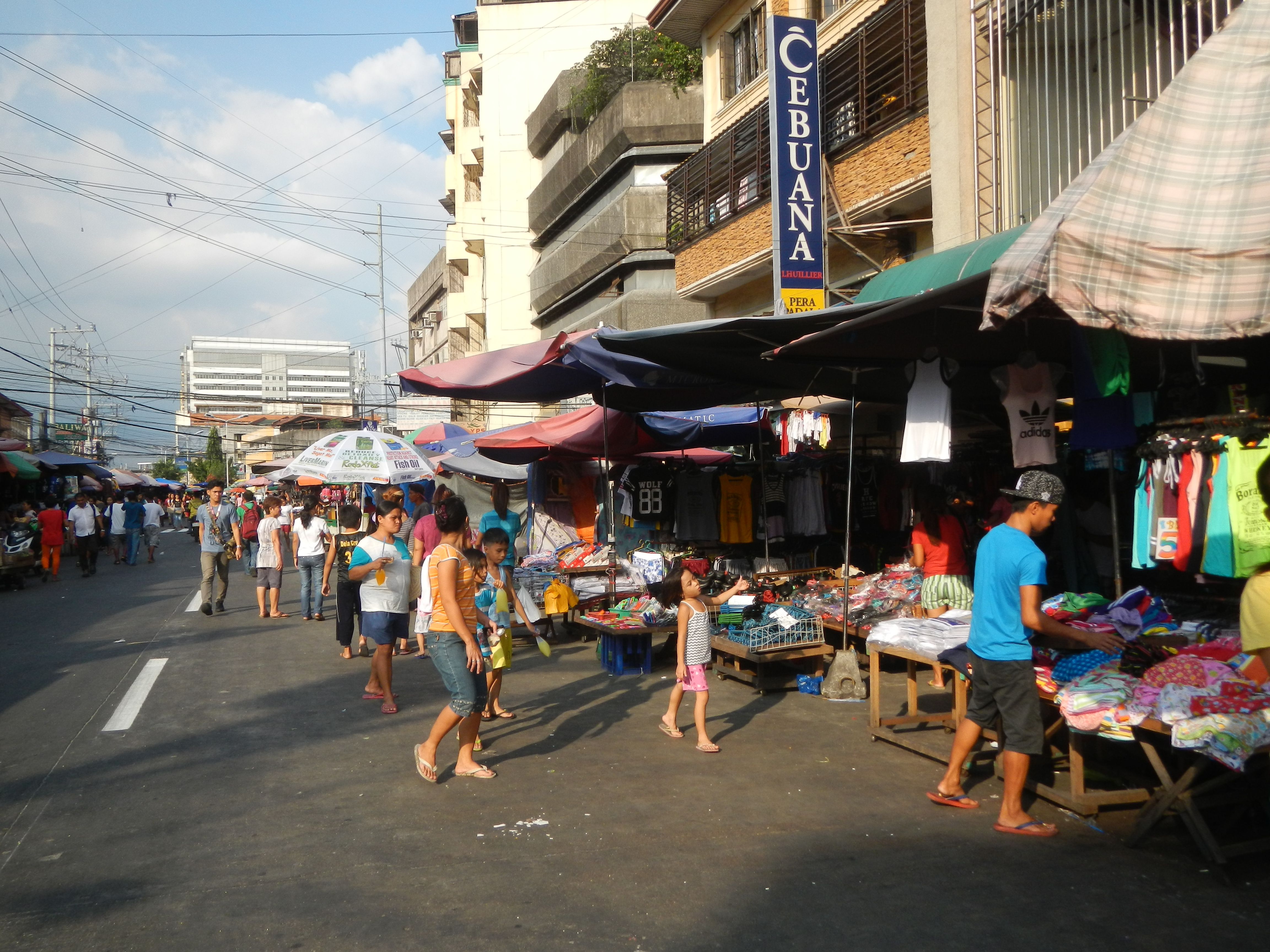
Tržiště na Blumentritt Road ve filipínské Manile